# اودو مونتبلیر

نشان نظامی اودو مونتبلیر.

اودو مونتبلیر (انگلیسی: Odo of Montbéliard)، یکی از بارون‌های صلیبی در پادشاهی اورشلیم در ابتدای قرن ۱۳ میلادی بود. وی در زمان سفر جان برین به اروپا، عهده‌دار وظایف جان به عنوان نایب‌الحکومت شد. 